# Choroby demielinizacyjne
Choroby demielinizacyjne – wszelkie choroby układu nerwowego, w których dochodzi do uszkodzenia osłonek mielinowych nerwów. Utrudnia to przewodzeniu sygnałów w zajętych nerwach, co prowadzi do pogorszenia w zakresie czucia, ruchu, postrzegania i innych funkcji w zależności od nerwów, które są zajęte. 
Termin opisuje skutek choroby, a nie jego przyczynę; niektóre choroby demielinizacyjne są spowodowane przez czynniki genetyczne, inne przez czynniki zakaźne, reakcje autoimmunologiczne, a w przypadku niektórych etiologia nie jest znana.

## Choroby
Choroby demielinizacyjne można podzielić na dwie grupy:
- choroby demielinizacyjne ośrodkowego układu nerwowego;
  - stwardnienie rozsiane (wraz z podobnymi chorobami – idiopatycznymi, demielinizacyjnymi chorobami zapalnymi),
  - poprzeczne zapalenie rdzenia,
  - choroba Devica,
  - postępująca wieloogniskowa leukoencefalopatia,
  - leukodystrofie (historycznie),
  - mielinoliza środkowa mostu,
  - choroba Schildera,
  - podostre stwardniające zapalenie mózgu
  - ostre rozsiane zapalenie mózgu i rdzenia
- Choroby demielinizacyjne obwodowego układu nerwowego;
  - zespół Guillaina-Barrégo oraz przewlekła zapalna poliradiokuloneuropatia demielinizacyjna,
  - neuropatia obwodowa anty-MAG.

W innym podziale wyróżnia się również genetyczne choroby metaboliczne z objawami postępującej demielinizacji:
- leukodystrofia metachromatyczna,
- mukosulfatydoza,
- choroba Krabbego,
- adrenoleukodystrofia sprzężona z chromosomem X,
- choroba Canavan,
- choroba Pelizaeusa-Merzbachera,
- acyduria glutarowa typu I,
- cytopatie mitochondrialne.